# Daïras de la wilaya d'Oum El Bouaghi
La wilaya d'Oum El Bouaghi est composée de douze daïras (circonscriptions administratives), chacune comprenant plusieurs communes, pour un total de vingt-neuf communes.

## Liste de daïras

Daïras de la wilaya d'Oum El Bouaghi :
1. Oum El Bouaghi
2. Aïn Babouche
3. Ksar Sbahi
4. Aïn Beïda
5. Fkirina
6. Aïn M’lila
7. Souk Naamane
8. Aïn Fakroun
9. Sigus
10. Aïn Kercha
11. Meskiana
12. Dhalaa

| Daïra          | no (carte) | Nombre de communes | Communes                                   | Superficie (km²) | Population (hab.) |
| -------------- | ---------- | ------------------ | ------------------------------------------ | ---------------- | ----------------- |
| Aïn Babouche   | 2.         | 2                  | Aïn Babouche, Aïn Diss                     | 322              | 18 896            |
| Aïn Beïda      | 4.         | 3                  | Aïn Beïda, Zorg, Berriche,                 | 596,73           | 138 552           |
| Aïn Fakroun    | 8.         | 2                  | Aïn Fakroun, El Fedjouz Boughrara Saoudi   | 575              | 59 451            |
| Aïn Kercha     | 10.        | 3                  | Aïn Kercha, El Harmilia, Hanchir Toumghani | 402              | 63 572            |
| Aïn M’lila     | 6.         | 3                  | Aïn M'lila, Ouled Gacem, Ouled Hamla       | 532              | 108 654           |
| Dhalaa         | 12.        | 2                  | Dhalâa, El Djazia                          | 401              | 15 317            |
| Fkirina        | 5.         | 2                  | Fkirina, Oued Nini                         | 540              | 17 437            |
| Ksar Sbahi     | 3.         | 1                  | Ksar Sbahi                                 | 177              | 11 833            |
| Meskiana       | 11.        | 4                  | Meskiana, Behir Chergui, El Belala, Rahia  | 640              | 35 407            |
| Oum El Bouaghi | 1.         | 2                  | Oum el Bouaghi, Aïn Zitoun                 | 1 156            | 86 307            |
| Sigus          | 9.         | 2                  | Sigus, El Amiria                           | 372              | 28 014            |
| Souk Naamane   | 7.         | 3                  | Souk Naamane, Bir Chouhada, Ouled Zouaï    | 534              | 38 168            |